# Handball-Europameisterschaft der Frauen 2018
Die 13. Handball-Europameisterschaft der Frauen wurde vom 29. November bis zum 16. Dezember 2018 in Frankreich ausgetragen. Veranstalter war die Europäische Handballföderation (EHF). Europameister wurde die Mannschaft von Gastgeber Frankreich, die sich erstmals den Titel sichern konnten.

## Ausrichter
Der 12. Kongress der Europäischen Handballföderation vergab die Veranstaltung während seiner Sitzung am 20. September 2014 in Dublin an den Französischen Handballverband.

## Austragungsorte
Die Spiele der Europameisterschaft 2018 wurden in folgenden Hallen ausgetragen:
| Nantes                                     | Brest                    | Montbéliard             | Nancy                                      | Paris                           |
| Palais des Sports de Beaulieu 5.500 Plätze | Brest Arena 4.500 Plätze | Axon Arena 6.400 Plätze | Palais des Sports Jean-Weille 6.000 Plätze | AccorHotels Arena 17.000 Plätze |
|                                            |                          |                         |                                            |                                 |

## Qualifikation und teilnehmende Verbände
Qualifikation

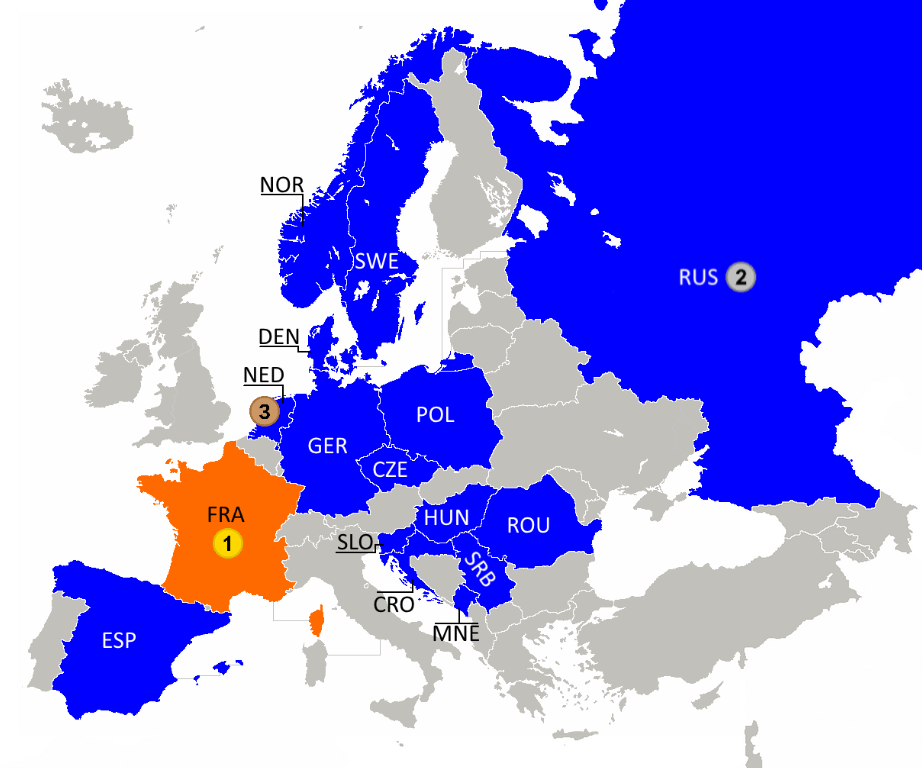
Europakarte mit den 16 Teilnehmern (blau und orange eingefärbt) an der Europameisterschaft 2018

Als Gastgeber war Frankreich direkt für die Europameisterschaft qualifiziert. Die übrigen 15 Startplätze wurden in zwei Qualifikationsrunden vergeben, die zwischen Juni 2017 und Juni 2018 ausgespielt wurden. Letztlich qualifizierten sich die gleichen 16 Mannschaften, die bereits die vorherige EM bestritten hatten.
Teilnehmer
16 Teams nahmen an dem Wettbewerb der europäischen Nationalmannschaften teil.
| Land        | Qualifiziert als      | Datum der Qualifikation | Bisherige Teilnahmen                                                        |
| ----------- | --------------------- | ----------------------- | --------------------------------------------------------------------------- |
| Frankreich  | Gastgeber             | 20. September 2014      | 9 (2000, 2002, 2004, 2006, 2008, 2010, 2012, 2014, 2016)                    |
| Dänemark    | Sieger Gruppe 5       | 24. März 2018           | 12 (1994, 1996, 1998, 2000, 2002, 2004, 2006, 2008, 2010, 2012, 2014, 2016) |
| Montenegro  | Sieger Gruppe 2       | 24. März 2018           | 4 (2010, 2012, 2014, 2016)                                                  |
| Norwegen    | Sieger Gruppe 1       | 25. März 2018           | 12 (1994, 1996, 1998, 2000, 2002, 2004, 2006, 2008, 2010, 2012, 2014, 2016) |
| Spanien     | Sieger Gruppe 6       | 30. Mai 2018            | 9 (1998, 2002, 2004, 2006, 2008, 2010, 2012, 2014, 2016)                    |
| Schweden    | Zweiter Gruppe 3      | 30. Mai 2018            | 10 (1994, 1996, 2002, 2004, 2006, 2008, 2010, 2012, 2014, 2016)             |
| Serbien     | Sieger Gruppe 3       | 30. Mai 2018            | 6 (2006, 2008, 2010, 2012, 2014, 2016)                                      |
| Deutschland | Zweiter Gruppe 6      | 31. Mai 2018            | 12 (1994, 1996, 1998, 2000, 2002, 2004, 2006, 2008, 2010, 2012, 2014, 2016) |
| Ungarn      | Sieger Gruppe 7       | 31. Mai 2018            | 12 (1994, 1996, 1998, 2000, 2002, 2004, 2006, 2008, 2010, 2012, 2014, 2016) |
| Niederlande | Zweiter Gruppe 7      | 31. Mai 2018            | 6 (1998, 2002, 2006, 2010, 2014, 2016)                                      |
| Rumänien    | Sieger Gruppe 4       | 31. Mai 2018            | 11 (1994, 1996, 1998, 2000, 2002, 2004, 2008, 2010, 2012, 2014, 2016)       |
| Kroatien    | Zweiter Gruppe 1      | 2. Juni 2018            | 9 (1994, 1996, 2004, 2006, 2008, 2010, 2012, 2014, 2016)                    |
| Russland    | Zweiter Gruppe 4      | 3. Juni 2018            | 12 (1994, 1996, 1998, 2000, 2002, 2004, 2006, 2008, 2010, 2012, 2014, 2016) |
| Polen       | Zweiter Gruppe 2      | 3. Juni 2018            | 5 (1996, 1998, 2006, 2014, 2016)                                            |
| Tschechien  | Zweiter Gruppe 5      | 3. Juni 2018            | 5 (1994, 2002, 2004, 2012, 2016)                                            |
| Slowenien   | Bester Gruppendritter | 3. Juni 2018            | 5 (2002, 2004, 2006, 2010, 2016)                                            |

fett = Europameister im jeweiligen Jahr

## Gruppenauslosung
Die Auslosung fand am 12. Juni 2018 im Maison de la Radio in Paris statt. Dabei wurden im Voraus die Nationalmannschaften je nach Abschneiden in der Qualifikation unterschiedlichen Lostöpfen zugeteilt.
| Gruppe A | Gruppe B   | Gruppe C    | Gruppe D    |
| -------- | ---------- | ----------- | ----------- |
| Dänemark | Frankreich | Ungarn      | Norwegen    |
| Serbien  | Montenegro | Spanien     | Rumänien    |
| Schweden | Russland   | Niederlande | Deutschland |
| Polen    | Slowenien  | Kroatien    | Tschechien  |

## Vorrunde
Innerhalb der vier Vorrundengruppen spielten die Teams je ein Spiel gegen die anderen Gruppengegner. Für die Hauptrunde qualifizierten sich mit den drei erstplatzierten Teams der vier Vorrundengruppen insgesamt zwölf Mannschaften.

### Gruppe A
| Pl. | Land     | Sp. | S | U | N | Tore    | Diff. | Punkte |
| --- | -------- | --- | - | - | - | ------- | ----- | ------ |
| 1.  | Serbien  | 3   | 2 | 0 | 1 | 084:730 | +11   | 4      |
| 2.  | Schweden | 3   | 2 | 0 | 1 | 074:730 | +1    | 4      |
| 3.  | Dänemark | 3   | 2 | 0 | 1 | 083:800 | +3    | 4      |
| 4.  | Polen    | 3   | 0 | 0 | 3 | 069:840 | −15   | 0      |

| 30. November 2018 18:00 Uhr | Serbien               | 33:26        | Polen                       | Palais des Sports de Beaulieu, Nantes Zuschauer: 2.230 Schiedsrichter: Bethmann, Tzaferopoulos |
| 30. November 2018 18:00 Uhr | meiste Tore: Krpež 11 | (13:14)      | meiste Tore: Kudłacz-Gloc 6 | Palais des Sports de Beaulieu, Nantes Zuschauer: 2.230 Schiedsrichter: Bethmann, Tzaferopoulos |
| 30. November 2018 18:00 Uhr | Strafen: 1× 3×        | Spielbericht | Strafen: 1× 4×              | Palais des Sports de Beaulieu, Nantes Zuschauer: 2.230 Schiedsrichter: Bethmann, Tzaferopoulos |

| 30. November 2018 21:00 Uhr | Dänemark                | 30:29        | Schweden              | Palais des Sports de Beaulieu, Nantes Zuschauer: 3.847 Schiedsrichter: Jurinović, Mrvica |
| 30. November 2018 21:00 Uhr | meiste Tore: Tranborg 7 | (15:16)      | meiste Tore: Hagman 7 | Palais des Sports de Beaulieu, Nantes Zuschauer: 3.847 Schiedsrichter: Jurinović, Mrvica |
| 30. November 2018 21:00 Uhr | Strafen: 2× 6× 1×       | Spielbericht | Strafen: 3×           | Palais des Sports de Beaulieu, Nantes Zuschauer: 3.847 Schiedsrichter: Jurinović, Mrvica |

| 2. Dezember 2018 15:00 Uhr | Polen                     | 21:28        | Dänemark                            | Palais des Sports de Beaulieu, Nantes Zuschauer: 3.683 Schiedsrichter: Horváth, Márton |
| 2. Dezember 2018 15:00 Uhr | meiste Tore: Kobylińska 7 | (9:11)       | meiste Tore: Jørgensen, Jensen je 5 | Palais des Sports de Beaulieu, Nantes Zuschauer: 3.683 Schiedsrichter: Horváth, Márton |
| 2. Dezember 2018 15:00 Uhr | Strafen: 2× 1×            | Spielbericht | Strafen: 2× 6×                      | Palais des Sports de Beaulieu, Nantes Zuschauer: 3.683 Schiedsrichter: Horváth, Márton |

| 2. Dezember 2018 18:00 Uhr | Schweden           | 22:21        | Serbien              | Palais des Sports de Beaulieu, Nantes Zuschauer: 3.810 Schiedsrichter: Năstase, Stancu |
| 2. Dezember 2018 18:00 Uhr | meiste Tore: Alm 5 | (11:13)      | meiste Tore: Krpež 7 | Palais des Sports de Beaulieu, Nantes Zuschauer: 3.810 Schiedsrichter: Năstase, Stancu |
| 2. Dezember 2018 18:00 Uhr | Strafen: 1× 4×     | Spielbericht | Strafen: 3× 5×       | Palais des Sports de Beaulieu, Nantes Zuschauer: 3.810 Schiedsrichter: Năstase, Stancu |

| 4. Dezember 2018 18:00 Uhr | Schweden                             | 23:22        | Polen                | Palais des Sports de Beaulieu, Nantes Zuschauer: 3.014 Schiedsrichter: García Serradilla, Marín |
| 4. Dezember 2018 18:00 Uhr | meiste Tore: Blomstrand, Hagman je 4 | (10:5)       | meiste Tore: Grzyb 9 | Palais des Sports de Beaulieu, Nantes Zuschauer: 3.014 Schiedsrichter: García Serradilla, Marín |
| 4. Dezember 2018 18:00 Uhr | Strafen: 3× 2×                       | Spielbericht | Strafen: 1× 5×       | Palais des Sports de Beaulieu, Nantes Zuschauer: 3.014 Schiedsrichter: García Serradilla, Marín |

| 4. Dezember 2018 21:00 Uhr | Dänemark              | 25:30        | Serbien                        | Palais des Sports de Beaulieu, Nantes Zuschauer: 3.026 Schiedsrichter: A. Covalciuc, I. Covalciuc |
| 4. Dezember 2018 21:00 Uhr | meiste Tore: Jensen 6 | (13:17)      | meiste Tore: Krpež, Lekić je 8 | Palais des Sports de Beaulieu, Nantes Zuschauer: 3.026 Schiedsrichter: A. Covalciuc, I. Covalciuc |
| 4. Dezember 2018 21:00 Uhr | Strafen: 3× 4×        | Spielbericht | Strafen: 2×                    | Palais des Sports de Beaulieu, Nantes Zuschauer: 3.026 Schiedsrichter: A. Covalciuc, I. Covalciuc |

### Gruppe B
| Pl. | Land       | Sp. | S | U | N | Tore    | Diff. | Punkte |
| --- | ---------- | --- | - | - | - | ------- | ----- | ------ |
| 1.  | Russland   | 3   | 2 | 0 | 1 | 077:750 | +2    | 4      |
| 2.  | Frankreich | 3   | 2 | 0 | 1 | 078:670 | +11   | 4      |
| 3.  | Montenegro | 3   | 1 | 0 | 2 | 079:810 | −2    | 2      |
| 4.  | Slowenien  | 3   | 1 | 0 | 2 | 082:930 | −11   | 2      |

| 29. November 2018 21:00 Uhr | Frankreich           | 23:26        | Russland                  | Palais des Sports Jean-Weille, Nancy Zuschauer: 5.220 Schiedsrichter: García Serradilla, Marín |
| 29. November 2018 21:00 Uhr | meiste Tore: Kanor 6 | (11:11)      | meiste Tore: Dmitrijewa 8 | Palais des Sports Jean-Weille, Nancy Zuschauer: 5.220 Schiedsrichter: García Serradilla, Marín |
| 29. November 2018 21:00 Uhr | Strafen: 4× 5×       | Spielbericht | Strafen: 2× 4×            | Palais des Sports Jean-Weille, Nancy Zuschauer: 5.220 Schiedsrichter: García Serradilla, Marín |

| 30. November 2018 21:00 Uhr | Montenegro               | 36:32        | Slowenien           | Palais des Sports Jean-Weille, Nancy Zuschauer: 1.956 Schiedsrichter: Năstase, Stancu |
| 30. November 2018 21:00 Uhr | meiste Tore: Radičević 7 | (18:12)      | meiste Tore: Gros 8 | Palais des Sports Jean-Weille, Nancy Zuschauer: 1.956 Schiedsrichter: Năstase, Stancu |
| 30. November 2018 21:00 Uhr | Strafen: 2× 6×           | Spielbericht | Strafen: 3× 2×      | Palais des Sports Jean-Weille, Nancy Zuschauer: 1.956 Schiedsrichter: Năstase, Stancu |

| 2. Dezember 2018 15:00 Uhr | Slowenien           | 21:30        | Frankreich           | Palais des Sports Jean-Weille, Nancy Zuschauer: 5.220 Schiedsrichter: A. Covalciuc, I. Covalciuc |
| 2. Dezember 2018 15:00 Uhr | meiste Tore: Gros 5 | (8:17)       | meiste Tore: Zaadi 6 | Palais des Sports Jean-Weille, Nancy Zuschauer: 5.220 Schiedsrichter: A. Covalciuc, I. Covalciuc |
| 2. Dezember 2018 15:00 Uhr | Strafen: 2×         | Spielbericht | Strafen: 4× 2×       | Palais des Sports Jean-Weille, Nancy Zuschauer: 5.220 Schiedsrichter: A. Covalciuc, I. Covalciuc |

| 2. Dezember 2018 18:00 Uhr | Russland                 | 24:23        | Montenegro               | Palais des Sports Jean-Weille, Nancy Zuschauer: 3.229 Schiedsrichter: Jurinović, Mrvica |
| 2. Dezember 2018 18:00 Uhr | meiste Tore: Samochina 7 | (13:15)      | meiste Tore: Jauković 12 | Palais des Sports Jean-Weille, Nancy Zuschauer: 3.229 Schiedsrichter: Jurinović, Mrvica |
| 2. Dezember 2018 18:00 Uhr | Strafen: 3× 5×           | Spielbericht | Strafen: 4× 1×           | Palais des Sports Jean-Weille, Nancy Zuschauer: 3.229 Schiedsrichter: Jurinović, Mrvica |

| 4. Dezember 2018 18:00 Uhr | Russland                   | 27:29        | Slowenien            | Palais des Sports Jean-Weille, Nancy Zuschauer: 3.120 Schiedsrichter: Bethmann, Tzaferopoulos |
| 4. Dezember 2018 18:00 Uhr | meiste Tore: Kotschetowa 6 | (13:13)      | meiste Tore: Gros 12 | Palais des Sports Jean-Weille, Nancy Zuschauer: 3.120 Schiedsrichter: Bethmann, Tzaferopoulos |
| 4. Dezember 2018 18:00 Uhr | Strafen: 3× 1×             | Spielbericht | Strafen: 3× 6×       | Palais des Sports Jean-Weille, Nancy Zuschauer: 3.120 Schiedsrichter: Bethmann, Tzaferopoulos |

| 4. Dezember 2018 21:00 Uhr | Frankreich           | 25:20        | Montenegro               | Palais des Sports Jean-Weille, Nancy Zuschauer: 5.220 Schiedsrichter: Horváth, Márton |
| 4. Dezember 2018 21:00 Uhr | meiste Tore: Minko 7 | (16:8)       | meiste Tore: Radičević 6 | Palais des Sports Jean-Weille, Nancy Zuschauer: 5.220 Schiedsrichter: Horváth, Márton |
| 4. Dezember 2018 21:00 Uhr | Strafen: 3× 4×       | Spielbericht | Strafen: 3× 4×           | Palais des Sports Jean-Weille, Nancy Zuschauer: 5.220 Schiedsrichter: Horváth, Márton |

### Gruppe C
| Pl. | Land        | Sp. | S | U | N | Tore    | Diff. | Punkte |
| --- | ----------- | --- | - | - | - | ------- | ----- | ------ |
| 1.  | Niederlande | 3   | 3 | 0 | 0 | 090:750 | +15   | 6      |
| 2.  | Ungarn      | 3   | 2 | 0 | 1 | 081:720 | +9    | 4      |
| 3.  | Spanien     | 3   | 1 | 0 | 2 | 078:780 | ±0    | 2      |
| 4.  | Kroatien    | 3   | 0 | 0 | 3 | 059:830 | −24   | 0      |

| 1. Dezember 2018 15:00 Uhr | Ungarn                          | 25:28        | Niederlande                       | Axon Arena, Montbéliard Zuschauer: 2.800 Schiedsrichter: Alpaidse, Berjoskina |
| 1. Dezember 2018 15:00 Uhr | meiste Tore: Kovács, Háfra je 5 | (11:11)      | meiste Tore: Abbingh, Dulfer je 5 | Axon Arena, Montbéliard Zuschauer: 2.800 Schiedsrichter: Alpaidse, Berjoskina |
| 1. Dezember 2018 15:00 Uhr | Strafen: 4× 5×                  | Spielbericht | Strafen: 1× 5×                    | Axon Arena, Montbéliard Zuschauer: 2.800 Schiedsrichter: Alpaidse, Berjoskina |

| 1. Dezember 2018 18:00 Uhr | Spanien             | 25:18        | Kroatien             | Axon Arena, Montbéliard Zuschauer: 3.600 Schiedsrichter: M. Bennani, S. Bennani |
| 1. Dezember 2018 18:00 Uhr | meiste Tore: Pena 7 | (15:5)       | meiste Tore: Dežić 4 | Axon Arena, Montbéliard Zuschauer: 3.600 Schiedsrichter: M. Bennani, S. Bennani |
| 1. Dezember 2018 18:00 Uhr | Strafen: 3×         | Spielbericht | Strafen: 2× 3×       | Axon Arena, Montbéliard Zuschauer: 3.600 Schiedsrichter: M. Bennani, S. Bennani |

| 3. Dezember 2018 18:00 Uhr | Kroatien              | 18:24        | Ungarn                                   | Axon Arena, Montbéliard Zuschauer: 2.731 Schiedsrichter: Vranes, Wenninger |
| 3. Dezember 2018 18:00 Uhr | meiste Tore: Krsnik 8 | (9:13)       | meiste Tore: Háfra, Kovács, Schatzl je 5 | Axon Arena, Montbéliard Zuschauer: 2.731 Schiedsrichter: Vranes, Wenninger |
| 3. Dezember 2018 18:00 Uhr | Strafen: 1× 7×        | Spielbericht | Strafen: 2× 4×                           | Axon Arena, Montbéliard Zuschauer: 2.731 Schiedsrichter: Vranes, Wenninger |

| 3. Dezember 2018 21:00 Uhr | Niederlande          | 28:27        | Spanien               | Axon Arena, Montbéliard Zuschauer: 3.862 Schiedsrichter: C. Bonaventura, J. Bonaventura |
| 3. Dezember 2018 21:00 Uhr | meiste Tore: Groot 9 | (14:11)      | meiste Tore: Martín 6 | Axon Arena, Montbéliard Zuschauer: 3.862 Schiedsrichter: C. Bonaventura, J. Bonaventura |
| 3. Dezember 2018 21:00 Uhr | Strafen: 2× 3×       | Spielbericht | Strafen: 1× 6×        | Axon Arena, Montbéliard Zuschauer: 3.862 Schiedsrichter: C. Bonaventura, J. Bonaventura |

| 5. Dezember 2018 18:00 Uhr | Niederlande          | 34:23        | Kroatien                       | Axon Arena, Montbéliard Zuschauer: 4.470 Schiedsrichter: Christiansen, Hansen |
| 5. Dezember 2018 18:00 Uhr | meiste Tore: Amega 8 | (17:10)      | meiste Tore: Turk, Kalaus je 6 | Axon Arena, Montbéliard Zuschauer: 4.470 Schiedsrichter: Christiansen, Hansen |
| 5. Dezember 2018 18:00 Uhr | Strafen: 2×          | Spielbericht | Strafen: 2×                    | Axon Arena, Montbéliard Zuschauer: 4.470 Schiedsrichter: Christiansen, Hansen |

| 5. Dezember 2018 21:00 Uhr | Ungarn                 | 32:26        | Spanien               | Axon Arena, Montbéliard Zuschauer: 2.768 Schiedsrichter: Mošorinski, Pandžić |
| 5. Dezember 2018 21:00 Uhr | meiste Tore: Planéta 8 | (19:14)      | meiste Tore: Martín 6 | Axon Arena, Montbéliard Zuschauer: 2.768 Schiedsrichter: Mošorinski, Pandžić |
| 5. Dezember 2018 21:00 Uhr | Strafen: 3× 4×         | Spielbericht | Strafen: 2×           | Axon Arena, Montbéliard Zuschauer: 2.768 Schiedsrichter: Mošorinski, Pandžić |

### Gruppe D
| Pl. | Land        | Sp. | S | U | N | Tore    | Diff. | Punkte |
| --- | ----------- | --- | - | - | - | ------- | ----- | ------ |
| 1.  | Rumänien    | 3   | 3 | 0 | 0 | 091:750 | +16   | 6      |
| 2.  | Deutschland | 3   | 2 | 0 | 1 | 087:890 | −2    | 4      |
| 3.  | Norwegen    | 3   | 1 | 0 | 2 | 086:810 | +5    | 2      |
| 4.  | Tschechien  | 3   | 0 | 0 | 3 | 073:920 | −19   | 0      |

| 1. Dezember 2018 15:00 Uhr | Norwegen               | 32:33        | Deutschland                      | Brest Arena, Brest Zuschauer: 3.520 Schiedsrichter: C. Bonaventura, J. Bonaventura |
| 1. Dezember 2018 15:00 Uhr | meiste Tore: Oftedal 7 | (16:15)      | meiste Tore: Bölk, Großmann je 5 | Brest Arena, Brest Zuschauer: 3.520 Schiedsrichter: C. Bonaventura, J. Bonaventura |
| 1. Dezember 2018 15:00 Uhr | Strafen: 2× 5×         | Spielbericht | Strafen: 2× 5×                   | Brest Arena, Brest Zuschauer: 3.520 Schiedsrichter: C. Bonaventura, J. Bonaventura |

| 1. Dezember 2018 18:00 Uhr | Rumänien                | 31:28        | Tschechien                       | Brest Arena, Brest Zuschauer: 3.098 Schiedsrichter: Christiansen, Hansen |
| 1. Dezember 2018 18:00 Uhr | meiste Tore: Buceschi 9 | (17:11)      | meiste Tore: Luzumová, Malá je 5 | Brest Arena, Brest Zuschauer: 3.098 Schiedsrichter: Christiansen, Hansen |
| 1. Dezember 2018 18:00 Uhr | Strafen: 1× 4×          | Spielbericht | Strafen: 2× 7× 1×                | Brest Arena, Brest Zuschauer: 3.098 Schiedsrichter: Christiansen, Hansen |

| 3. Dezember 2018 18:00 Uhr | Deutschland           | 24:29        | Rumänien                 | Brest Arena, Brest Zuschauer: 2.106 Schiedsrichter: Mošorinski, Pandžić |
| 3. Dezember 2018 18:00 Uhr | meiste Tore: Behnke 8 | (11:14)      | meiste Tore: Buceschi 11 | Brest Arena, Brest Zuschauer: 2.106 Schiedsrichter: Mošorinski, Pandžić |
| 3. Dezember 2018 18:00 Uhr | Strafen: 1× 4×        | Spielbericht | Strafen: 2× 4×           | Brest Arena, Brest Zuschauer: 2.106 Schiedsrichter: Mošorinski, Pandžić |

| 3. Dezember 2018 21:00 Uhr | Tschechien               | 17:31        | Norwegen                     | Brest Arena, Brest Zuschauer: 1.734 Schiedsrichter: M. Bennani, S. Bennani |
| 3. Dezember 2018 21:00 Uhr | meiste Tore: Marčíková 4 | (10:20)      | meiste Tore: Løke, Aune je 6 | Brest Arena, Brest Zuschauer: 1.734 Schiedsrichter: M. Bennani, S. Bennani |
| 3. Dezember 2018 21:00 Uhr | Strafen: 3× 1×           | Spielbericht | Strafen: 2× 1×               | Brest Arena, Brest Zuschauer: 1.734 Schiedsrichter: M. Bennani, S. Bennani |

| 5. Dezember 2018 18:00 Uhr | Deutschland              | 30:28        | Tschechien               | Brest Arena, Brest Zuschauer: 2.930 Schiedsrichter: Vranes, Wenninger |
| 5. Dezember 2018 18:00 Uhr | meiste Tore: Schmelzer 7 | (16:16)      | meiste Tore: Luzumová 10 | Brest Arena, Brest Zuschauer: 2.930 Schiedsrichter: Vranes, Wenninger |
| 5. Dezember 2018 18:00 Uhr | Strafen: 2× 5×           | Spielbericht | Strafen: 2× 4×           | Brest Arena, Brest Zuschauer: 2.930 Schiedsrichter: Vranes, Wenninger |

| 5. Dezember 2018 21:00 Uhr | Norwegen                            | 23:31        | Rumänien              | Brest Arena, Brest Zuschauer: 2.782 Schiedsrichter: Alpaidse, Berjoskina |
| 5. Dezember 2018 21:00 Uhr | meiste Tore: Kristiansen, Aune je 5 | (12:18)      | meiste Tore: Neagu 11 | Brest Arena, Brest Zuschauer: 2.782 Schiedsrichter: Alpaidse, Berjoskina |
| 5. Dezember 2018 21:00 Uhr | Strafen: 3× 1×                      | Spielbericht | Strafen: 2× 1×        | Brest Arena, Brest Zuschauer: 2.782 Schiedsrichter: Alpaidse, Berjoskina |

## Hauptrunde

### Gruppe I
| Pl. | Land       | Sp. | S | U | N | Tore      | Diff. | Punkte |
| --- | ---------- | --- | - | - | - | --------- | ----- | ------ |
| 1.  | Russland   | 5   | 4 | 0 | 1 | 0141:1310 | +10   | 8      |
| 2.  | Frankreich | 5   | 3 | 1 | 1 | 0136:1180 | +18   | 7      |
| 3.  | Schweden   | 5   | 2 | 1 | 2 | 0139:1320 | +7    | 5      |
| 4.  | Dänemark   | 5   | 2 | 0 | 3 | 0123:1430 | −20   | 4      |
| 5.  | Montenegro | 5   | 2 | 0 | 3 | 0124:1280 | −4    | 4      |
| 6.  | Serbien    | 5   | 1 | 0 | 4 | 0131:1420 | −11   | 2      |

| 6. Dezember 2018 18:00 Uhr | Dänemark              | 23:29        | Frankreich           | Palais des Sports de Beaulieu, Nantes Zuschauer: 5.296 Schiedsrichter: Jurinović, Mrvica |
| 6. Dezember 2018 18:00 Uhr | meiste Tore: Woller 5 | (11:17)      | meiste Tore: Minko 6 | Palais des Sports de Beaulieu, Nantes Zuschauer: 5.296 Schiedsrichter: Jurinović, Mrvica |
| 6. Dezember 2018 18:00 Uhr | Strafen: 3× 7× 1×     | Spielbericht | Strafen: 3×          | Palais des Sports de Beaulieu, Nantes Zuschauer: 5.296 Schiedsrichter: Jurinović, Mrvica |

| 6. Dezember 2018 21:00 Uhr | Schweden               | 28:30        | Montenegro               | Palais des Sports de Beaulieu, Nantes Zuschauer: 2.614 Schiedsrichter: Bethmann, Tzaferopoulos |
| 6. Dezember 2018 21:00 Uhr | meiste Tore: Gulldén 6 | (14:18)      | meiste Tore: Radičević 9 | Palais des Sports de Beaulieu, Nantes Zuschauer: 2.614 Schiedsrichter: Bethmann, Tzaferopoulos |
| 6. Dezember 2018 21:00 Uhr | Strafen: 2× 4× 1×      | Spielbericht | Strafen: 3× 6×           | Palais des Sports de Beaulieu, Nantes Zuschauer: 2.614 Schiedsrichter: Bethmann, Tzaferopoulos |

Die ursprünglich für den 8. Dezember 2018 angesetzten Hauptrundenbegegnungen zwischen Schweden und Frankreich sowie Serbien und Russland wurden aus Sicherheitsgründen von der EHF kurzfristig auf den Folgetag verlegt. Im Spielort Nantes waren Demonstrationen der „Gelbwestenbewegung“ auch im Umfeld der Hall XXL angekündigt.
| 9. Dezember 2018 15:00 Uhr | Schweden               | 21:21        | Frankreich               | Palais des Sports de Beaulieu, Nantes Zuschauer: 7.241 Schiedsrichter: Horváth, Márton |
| 9. Dezember 2018 15:00 Uhr | meiste Tore: Gulldén 6 | (14:11)      | meiste Tore: Lacrabère 5 | Palais des Sports de Beaulieu, Nantes Zuschauer: 7.241 Schiedsrichter: Horváth, Márton |
| 9. Dezember 2018 15:00 Uhr | Strafen: 2× 1×         | Spielbericht | Strafen: 3×              | Palais des Sports de Beaulieu, Nantes Zuschauer: 7.241 Schiedsrichter: Horváth, Márton |

| 9. Dezember 2018 18:00 Uhr | Serbien              | 25:29        | Russland                  | Palais des Sports de Beaulieu, Nantes Zuschauer: 6.420 Schiedsrichter: García Serradilla, Marín |
| 9. Dezember 2018 18:00 Uhr | meiste Tore: Krpež 7 | (13:16)      | meiste Tore: Dmitrijewa 7 | Palais des Sports de Beaulieu, Nantes Zuschauer: 6.420 Schiedsrichter: García Serradilla, Marín |
| 9. Dezember 2018 18:00 Uhr | Strafen: 2×          | Spielbericht | Strafen: 2× 5×            | Palais des Sports de Beaulieu, Nantes Zuschauer: 6.420 Schiedsrichter: García Serradilla, Marín |

| 10. Dezember 2018 18:00 Uhr | Dänemark                | 21:32        | Russland                  | Palais des Sports de Beaulieu, Nantes Zuschauer: 2.812 Schiedsrichter: Bethmann, Tzaferopoulos |
| 10. Dezember 2018 18:00 Uhr | meiste Tore: Heindahl 5 | (9:14)       | meiste Tore: Wjachirewa 9 | Palais des Sports de Beaulieu, Nantes Zuschauer: 2.812 Schiedsrichter: Bethmann, Tzaferopoulos |
| 10. Dezember 2018 18:00 Uhr | Strafen: 3× 6×          | Spielbericht | Strafen: 3× 7× 1×         | Palais des Sports de Beaulieu, Nantes Zuschauer: 2.812 Schiedsrichter: Bethmann, Tzaferopoulos |

| 10. Dezember 2018 21:00 Uhr | Serbien               | 27:28        | Montenegro                                       | Palais des Sports de Beaulieu, Nantes Zuschauer: 2.307 Schiedsrichter: Năstase, Stancu |
| 10. Dezember 2018 21:00 Uhr | meiste Tore: Krpež 12 | (15:12)      | meiste Tore: Jauković, Mehmedović, Raičević je 6 | Palais des Sports de Beaulieu, Nantes Zuschauer: 2.307 Schiedsrichter: Năstase, Stancu |
| 10. Dezember 2018 21:00 Uhr | Strafen: 2×           | Spielbericht | Strafen: 3×                                      | Palais des Sports de Beaulieu, Nantes Zuschauer: 2.307 Schiedsrichter: Năstase, Stancu |

| 12. Dezember 2018 15:45 Uhr | Dänemark              | 24:23        | Montenegro               | Palais des Sports de Beaulieu, Nantes Zuschauer: 3.811 Schiedsrichter: A. Covalciuc, I. Covalciuc |
| 12. Dezember 2018 15:45 Uhr | meiste Tore: Hansen 6 | (15:11)      | meiste Tore: Radičević 7 | Palais des Sports de Beaulieu, Nantes Zuschauer: 3.811 Schiedsrichter: A. Covalciuc, I. Covalciuc |
| 12. Dezember 2018 15:45 Uhr | Strafen: 3× 5×        | Spielbericht | Strafen: 3×              | Palais des Sports de Beaulieu, Nantes Zuschauer: 3.811 Schiedsrichter: A. Covalciuc, I. Covalciuc |

| 12. Dezember 2018 18:00 Uhr | Schweden               | 39:30        | Russland                 | Palais des Sports de Beaulieu, Nantes Zuschauer: 3.848 Schiedsrichter: Horváth, Márton |
| 12. Dezember 2018 18:00 Uhr | meiste Tore: Hagman 17 | (18:17)      | meiste Tore: Samochina 6 | Palais des Sports de Beaulieu, Nantes Zuschauer: 3.848 Schiedsrichter: Horváth, Márton |
| 12. Dezember 2018 18:00 Uhr | Strafen: 1× 2×         | Spielbericht | Strafen: 3×              | Palais des Sports de Beaulieu, Nantes Zuschauer: 3.848 Schiedsrichter: Horváth, Márton |

| 12. Dezember 2018 21:00 Uhr | Serbien                                       | 28:38        | Frankreich           | Palais des Sports de Beaulieu, Nantes Zuschauer: 7.046 Schiedsrichter: García Serradilla, Marín |
| 12. Dezember 2018 21:00 Uhr | meiste Tore: Krpež, Kovačević, Pop-Lazić je 5 | (14:18)      | meiste Tore: Minko 9 | Palais des Sports de Beaulieu, Nantes Zuschauer: 7.046 Schiedsrichter: García Serradilla, Marín |
| 12. Dezember 2018 21:00 Uhr | Strafen: 1× 2×                                | Spielbericht | Strafen: 1× 2×       | Palais des Sports de Beaulieu, Nantes Zuschauer: 7.046 Schiedsrichter: García Serradilla, Marín |

### Gruppe II
| Pl. | Land        | Sp. | S | U | N | Tore      | Diff. | Punkte |
| --- | ----------- | --- | - | - | - | --------- | ----- | ------ |
| 1.  | Niederlande | 5   | 4 | 0 | 1 | 0128:1260 | +2    | 8      |
| 2.  | Rumänien    | 5   | 3 | 0 | 2 | 0140:1320 | +8    | 6      |
| 3.  | Norwegen    | 5   | 3 | 0 | 2 | 0155:1310 | +24   | 6      |
| 4.  | Ungarn      | 5   | 3 | 0 | 2 | 0139:1460 | −7    | 6      |
| 5.  | Deutschland | 5   | 2 | 0 | 3 | 0132:1370 | −5    | 4      |
| 6.  | Spanien     | 5   | 0 | 0 | 5 | 0127:1490 | −22   | 0      |

| 7. Dezember 2018 18:00 Uhr | Spanien               | 23:29        | Deutschland                                | Palais des Sports Jean-Weille, Nancy Zuschauer: 2.217 Schiedsrichter: Alpaidse, Berjoskina |
| 7. Dezember 2018 18:00 Uhr | meiste Tore: Martín 7 | (9:17)       | meiste Tore: Bölk, Geschke, Schmelzer je 4 | Palais des Sports Jean-Weille, Nancy Zuschauer: 2.217 Schiedsrichter: Alpaidse, Berjoskina |
| 7. Dezember 2018 18:00 Uhr | Strafen: 1× 4× 1×     | Spielbericht | Strafen: 2× 3×                             | Palais des Sports Jean-Weille, Nancy Zuschauer: 2.217 Schiedsrichter: Alpaidse, Berjoskina |

| 7. Dezember 2018 21:00 Uhr | Ungarn              | 25:38        | Norwegen            | Palais des Sports Jean-Weille, Nancy Zuschauer: 2.180 Schiedsrichter: Christiansen, Hansen |
| 7. Dezember 2018 21:00 Uhr | meiste Tore: Tóth 6 | (12:19)      | meiste Tore: Løke 7 | Palais des Sports Jean-Weille, Nancy Zuschauer: 2.180 Schiedsrichter: Christiansen, Hansen |
| 7. Dezember 2018 21:00 Uhr | Strafen: 1× 4×      | Spielbericht | Strafen: 1× 5×      | Palais des Sports Jean-Weille, Nancy Zuschauer: 2.180 Schiedsrichter: Christiansen, Hansen |

| 9. Dezember 2018 15:00 Uhr | Ungarn                | 26:25        | Deutschland           | Palais des Sports Jean-Weille, Nancy Zuschauer: 2.926 Schiedsrichter: Mošorinski, Pandžić |
| 9. Dezember 2018 15:00 Uhr | meiste Tore: Lukács 7 | (12:10)      | meiste Tore: Stolle 9 | Palais des Sports Jean-Weille, Nancy Zuschauer: 2.926 Schiedsrichter: Mošorinski, Pandžić |
| 9. Dezember 2018 15:00 Uhr | Strafen: 2×           | Spielbericht | Strafen: 2× 1×        | Palais des Sports Jean-Weille, Nancy Zuschauer: 2.926 Schiedsrichter: Mošorinski, Pandžić |

| 9. Dezember 2018 18:00 Uhr | Niederlande                     | 29:24        | Rumänien                | Palais des Sports Jean-Weille, Nancy Zuschauer: 3.016 Schiedsrichter: C. Bonaventura, J. Bonaventura |
| 9. Dezember 2018 18:00 Uhr | meiste Tore: Abbingh, Bont je 6 | (11:10)      | meiste Tore: Buceschi 8 | Palais des Sports Jean-Weille, Nancy Zuschauer: 3.016 Schiedsrichter: C. Bonaventura, J. Bonaventura |
| 9. Dezember 2018 18:00 Uhr | Strafen: 1× 2×                  | Spielbericht | Strafen: 3× 2×          | Palais des Sports Jean-Weille, Nancy Zuschauer: 3.016 Schiedsrichter: C. Bonaventura, J. Bonaventura |

| 11. Dezember 2018 18:00 Uhr | Spanien                 | 25:27        | Rumänien             | Palais des Sports Jean-Weille, Nancy Zuschauer: 2.359 Schiedsrichter: Vranes, Wenninger |
| 11. Dezember 2018 18:00 Uhr | meiste Tore: González 6 | (12:10)      | meiste Tore: Neagu 7 | Palais des Sports Jean-Weille, Nancy Zuschauer: 2.359 Schiedsrichter: Vranes, Wenninger |
| 11. Dezember 2018 18:00 Uhr | Strafen: 1× 3×          | Spielbericht | Strafen: 1× 3×       | Palais des Sports Jean-Weille, Nancy Zuschauer: 2.359 Schiedsrichter: Vranes, Wenninger |

| 11. Dezember 2018 21:00 Uhr | Niederlande           | 16:29        | Norwegen                | Palais des Sports Jean-Weille, Nancy Zuschauer: 1.803 Schiedsrichter: Mošorinski, Pandžić |
| 11. Dezember 2018 21:00 Uhr | meiste Tore: Polman 4 | (7:15)       | meiste Tore: Jacobsen 5 | Palais des Sports Jean-Weille, Nancy Zuschauer: 1.803 Schiedsrichter: Mošorinski, Pandžić |
| 11. Dezember 2018 21:00 Uhr | Strafen: 1×           | Spielbericht | Strafen: 1× 3×          | Palais des Sports Jean-Weille, Nancy Zuschauer: 1.803 Schiedsrichter: Mošorinski, Pandžić |

| 12. Dezember 2018 15:45 Uhr | Spanien              | 26:33        | Norwegen               | Palais des Sports Jean-Weille, Nancy Zuschauer: 1.791 Schiedsrichter: C. Bonaventure, J. Bonaventura |
| 12. Dezember 2018 15:45 Uhr | meiste Tore: López 5 | (17:18)      | meiste Tore: Oftedal 8 | Palais des Sports Jean-Weille, Nancy Zuschauer: 1.791 Schiedsrichter: C. Bonaventure, J. Bonaventura |
| 12. Dezember 2018 15:45 Uhr | Strafen: 1× 5× 1×    | Spielbericht | Strafen: 1×            | Palais des Sports Jean-Weille, Nancy Zuschauer: 1.791 Schiedsrichter: C. Bonaventure, J. Bonaventura |

| 12. Dezember 2018 18:00 Uhr | Ungarn                           | 31:29        | Rumänien             | Palais des Sports Jean-Weille, Nancy Zuschauer: 1.844 Schiedsrichter: M. Bennani, S. Bennani |
| 12. Dezember 2018 18:00 Uhr | meiste Tore: Schatzl, Háfra je 6 | (17:17)      | meiste Tore: Neagu 9 | Palais des Sports Jean-Weille, Nancy Zuschauer: 1.844 Schiedsrichter: M. Bennani, S. Bennani |
| 12. Dezember 2018 18:00 Uhr | Strafen: 2× 4×                   | Spielbericht | Strafen: 1× 2×       | Palais des Sports Jean-Weille, Nancy Zuschauer: 1.844 Schiedsrichter: M. Bennani, S. Bennani |

| 12. Dezember 2018 21:00 Uhr | Niederlande                      | 27:21        | Deutschland            | Palais des Sports Jean-Weille, Nancy Zuschauer: 2.104 Schiedsrichter: Alpaidse, Berjoskina |
| 12. Dezember 2018 21:00 Uhr | meiste Tore: Dulfer, Polman je 6 | (13:11)      | meiste Tore: Geschke 5 | Palais des Sports Jean-Weille, Nancy Zuschauer: 2.104 Schiedsrichter: Alpaidse, Berjoskina |
| 12. Dezember 2018 21:00 Uhr | Strafen: 1×                      | Spielbericht | Strafen: 1×            | Palais des Sports Jean-Weille, Nancy Zuschauer: 2.104 Schiedsrichter: Alpaidse, Berjoskina |

## Finalrunde

### Spiel um Platz 5
| 14. Dezember 2018 14:00 Uhr | Schweden                  | 29:38        | Norwegen                   | AccorHotels Arena, Paris Zuschauer: 8.639 Schiedsrichter: Năstase, Stancu |
| 14. Dezember 2018 14:00 Uhr | meiste Tore: Lagerquist 7 | (14:22)      | meiste Tore: Kristiansen 6 | AccorHotels Arena, Paris Zuschauer: 8.639 Schiedsrichter: Năstase, Stancu |
| 14. Dezember 2018 14:00 Uhr | Strafen: 2×               | Spielbericht | Strafen: 2× 1×             | AccorHotels Arena, Paris Zuschauer: 8.639 Schiedsrichter: Năstase, Stancu |

### Halbfinale
| 14. Dezember 2018 17:30 Uhr | Russland                   | 28:22        | Rumänien                         | AccorHotels Arena, Paris Zuschauer: 8.122 Schiedsrichter: Horváth, Márton |
| 14. Dezember 2018 17:30 Uhr | meiste Tore: Wjachirewa 13 | (16:15)      | meiste Tore: Pintea, Dragut je 4 | AccorHotels Arena, Paris Zuschauer: 8.122 Schiedsrichter: Horváth, Márton |
| 14. Dezember 2018 17:30 Uhr | Strafen: 2×                | Spielbericht | Strafen: 2× 7×                   | AccorHotels Arena, Paris Zuschauer: 8.122 Schiedsrichter: Horváth, Márton |

| 14. Dezember 2018 21:00 Uhr | Niederlande            | 21:27        | Frankreich           | AccorHotels Arena, Paris Zuschauer: 12.463 Schiedsrichter: García Serradilla, Marín |
| 14. Dezember 2018 21:00 Uhr | meiste Tore: Abbingh 7 | (11:12)      | meiste Tore: Minko 6 | AccorHotels Arena, Paris Zuschauer: 12.463 Schiedsrichter: García Serradilla, Marín |
| 14. Dezember 2018 21:00 Uhr | Strafen: 2×            | Spielbericht | Strafen: 2× 3×       | AccorHotels Arena, Paris Zuschauer: 12.463 Schiedsrichter: García Serradilla, Marín |

### Spiel um Platz 3
| 16. Dezember 2018 14:00 Uhr | Rumänien                     | 20:24        | Niederlande           | AccorHotels Arena, Paris Zuschauer: 13.145 Schiedsrichter: Vranes, Wenninger |
| 16. Dezember 2018 14:00 Uhr | meiste Tore: Adrean-Elisei 6 | (8:15)       | meiste Tore: Polman 7 | AccorHotels Arena, Paris Zuschauer: 13.145 Schiedsrichter: Vranes, Wenninger |
| 16. Dezember 2018 14:00 Uhr | Strafen: 1× 2×               | Spielbericht | Strafen: 1×           | AccorHotels Arena, Paris Zuschauer: 13.145 Schiedsrichter: Vranes, Wenninger |

### Finale
Im Finale der Europameisterschaft 2018 standen sich die Mannschaften aus Russland und Gastgeber Frankreich gegenüber. Geleitet wurde die Partie von den dänischen Schiedsrichterinnen Christiansen und Hansen.
| 16. Dezember 2018 17:30 Uhr | Russland                  | 21:24        | Frankreich               | AccorHotels Arena, Paris Zuschauer: 14.000 (ausverkauft) Schiedsrichter: Christiansen, Hansen |
| 16. Dezember 2018 17:30 Uhr | meiste Tore: Wjachirewa 7 | (12:13)      | meiste Tore: Lacrabère 6 | AccorHotels Arena, Paris Zuschauer: 14.000 (ausverkauft) Schiedsrichter: Christiansen, Hansen |
| 16. Dezember 2018 17:30 Uhr | Strafen: 1× 3×            | Spielbericht | Strafen: 2× 1×           | AccorHotels Arena, Paris Zuschauer: 14.000 (ausverkauft) Schiedsrichter: Christiansen, Hansen |

Der amtierende Weltmeister Frankreich sicherte sich durch einen umkämpften 24:21-Sieg gegen Olympiasieger Russland zum ersten Mal den Titel des Europameisters. Die EM-Gastgeber lagen meist knapp vorn – Russland war letztmals beim Stand von 7:6 (15. Minute) in Führung. Im gesamten Spiel konnte sich keine Mannschaft auf mehr als drei Tore absetzen. Frankreich wurde kurz nach Beginn der zweiten Halbzeit durch eine Rote Karte gegen die frühere Welthandballerin Allison Pineau geschwächt, gab die Führung aber bis Spielende nicht mehr ab.

## Schiedsrichter
Im September 2018 wurden von der EHF folgende zwölf Schiedsrichterpaare für die Europameisterschaft nominiert, die wie folgt zum Einsatz kamen:
| Land         | Name                      | Einsätze                    | Einsätze                      | Einsätze            |
| Land         | Name                      | Vorrunde (Gruppe/Spiel)     | Hauptrunde (Gruppe/Spiel)     | Finalspiele         |
| ------------ | ------------------------- | --------------------------- | ----------------------------- | ------------------- |
| Dänemark     | Karina Christiansen       | C / NED – CRO D / ROU – CZE | II / HUN – NOR                | Finale / RUS – FRA  |
| Dänemark     | Line Hesseldahl Hansen    | C / NED – CRO D / ROU – CZE | II / HUN – NOR                | Finale / RUS – FRA  |
| Frankreich   | Charlotte Bonaventura     | C / NED – ESP D / NOR – GER | II / NED – ROU II / ESP – NOR |                     |
| Frankreich   | Julie Bonaventura         | C / NED – ESP D / NOR – GER | II / NED – ROU II / ESP – NOR |                     |
| Griechenland | Michalis Tzaferopoulos    | A / SRB – POL B / RUS – SLO | I / SWE – MNE I / DEN – RUS   |                     |
| Griechenland | Andreas Bethmann          | A / SRB – POL B / RUS – SLO | I / SWE – MNE I / DEN – RUS   |                     |
| Kroatien     | Dalibor Jurinović         | A / DEN – SWE B / RUS – MNE | I / DEN – FRA                 |                     |
| Kroatien     | Marko Mrvica              | A / DEN – SWE B / RUS – MNE | I / DEN – FRA                 |                     |
| Moldawien    | Igor Covalciuc            | A / DEN – SRB B / SLO – FRA | I / DEN – MNE                 |                     |
| Moldawien    | Alexei Covalciuc          | A / DEN – SRB B / SLO – FRA | I / DEN – MNE                 |                     |
| Österreich   | Ana Vranes                | C / CRO – HUN D / GER – CZE | II / ESP – ROU                | Platz 3 / ROU –NED  |
| Österreich   | Marlis Wenninger          | C / CRO – HUN D / GER – CZE | II / ESP – ROU                | Platz 3 / ROU –NED  |
| Rumänien     | Cristina Năstase          | A / SWE – SRB B / MNE – SLO | I / SRB – MNE                 | Platz 5 / SWE – NOR |
| Rumänien     | Simona Stancu             | A / SWE – SRB B / MNE – SLO | I / SRB – MNE                 | Platz 5 / SWE – NOR |
| Russland     | Viktoria Alpaidse         | C / HUN – NED D / NOR – ROU | II / ESP – GER II / NED – GER |                     |
| Russland     | Tatyana Berjoskina        | C / HUN – NED D / NOR – ROU | II / ESP – GER II / NED – GER |                     |
| Serbien      | Aleksandar Pandžić        | C / HUN – ESP D / GER – ROU | II / HUN – GER II / NED – NOR |                     |
| Serbien      | Ivan Mošorinski           | C / HUN – ESP D / GER – ROU | II / HUN – GER II / NED – NOR |                     |
| Schweden     | Maria Bennani             | C / ESP – CRO D / CZE – NOR | II / HUN – ROU                |                     |
| Schweden     | Safia Bennani             | C / ESP – CRO D / CZE – NOR | II / HUN – ROU                |                     |
| Spanien      | Andreu Marín              | A / SWE – POL B / FRA – RUS | I / SRB – RUS I / SRB – FRA   | HF / NED – FRA      |
| Spanien      | Ignacio García Serradilla | A / SWE – POL B / FRA – RUS | I / SRB – RUS I / SRB – FRA   | HF / NED – FRA      |
| Ungarn       | Peter Horváth             | A / POL – DEN B / FRA – MNE | I / SWE – FRA I / SWE – RUS   | HF / RUS – ROU      |
| Ungarn       | Balasz Márton             | A / POL – DEN B / FRA – MNE | I / SWE – FRA I / SWE – RUS   | HF / RUS – ROU      |

## Torschützinnenliste
| Rang                         | Name                       | Land        | Tore | Tore pro Spiel |
| ---------------------------- | -------------------------- | ----------- | ---- | -------------- |
| 01                           | Katarina Krpež Šlezak      | Serbien     | 50   | 8,3            |
| 02                           | Eliza Buceschi             | Rumänien    | 45   | 5,6            |
| 03                           | Cristina Neagu             | Rumänien    | 44   | 7,3            |
| 04                           | Anna Wiktorowna Wjachirewa | Russland    | 43   | 5,4            |
| 05                           | Estelle Nze Minko          | Frankreich  | 38   | 4,8            |
| 06                           | Estavana Polman            | Niederlande | 36   | 4,5            |
| 07                           | Jovanka Radičević          | Montenegro  | 35   | 5,8            |
| 07                           | Nathalie Hagman            | Schweden    | 35   | 5,0            |
| 09                           | Đurđina Jauković           | Montenegro  | 34   | 5,7            |
| 10                           | Stine Bredal Oftedal       | Norwegen    | 33   | 4,7            |
| 10                           | Crina Pintea               | Rumänien    | 33   | 4,1            |
| …                            |                            |             |      |                |
| 32                           | Julia Behnke               | Deutschland | 21   | 3,5            |
| Quelle: fra2018.ehf-euro.com |                            |             |      |                |

## Allstar-Team
| Position               | Name                 | Land        |
| ---------------------- | -------------------- | ----------- |
| Tor:                   | Amandine Leynaud     | Frankreich  |
| Linksaußen:            | Majda Mehmedović     | Montenegro  |
| Rückraum links:        | Noémi Háfra          | Ungarn      |
| Rückraum Mitte:        | Stine Bredal Oftedal | Norwegen    |
| Rückraum rechts:       | Alicia Stolle        | Deutschland |
| Rechtsaußen:           | Carmen Martín        | Spanien     |
| Kreis:                 | Crina Pintea         | Rumänien    |
| Wertvollste Spielerin: | Anna Wjachirewa      | Russland    |
| Beste Abwehrspielerin: | Kelly Dulfer         | Niederlande |

## Aufgebote
| Frankreich | Russland | Niederlande |
| Laura Glauser Amandine Leynaud Pauline Coatanea Camille Ayglon-Saurina Allison Pineau Astride N’Gouan Grâce Zaadi Manon Houette Kalidiatou Niakaté Siraba Dembélé Laura Flippes Orlane Kanor Béatrice Edwige Pauletta Foppa Estelle Nze Minko Gnonsiane Niombla Alexandra Lacrabère | Anna Sedoikina Kira Trussowa Polina Kusnezowa Darja Samochina Anna Sen Jelisaweta Malaschenko Darja Dmitrijewa Jaroslawa Frolowa Maja Petrowa Ksenija Makejewa Anna Kotschetowa Irina Snopowa Anna Wjachirewa Antonina Skorobogattschenko Julija Managarowa Marina Sudakowa | Rinka Duijndam Tess Wester Lois Abbingh Delaila Amega Debbie Bont Kelly Dulfer Merel Freriks Nycke Groot Laura van der Heijden Lynn Knippenborg Jessy Kramer Angela Malestein Estavana Polman Charris Rozemalen Martine Smeets Inger Smits Maura Visser |
| Olivier Krumbholz (Trainer) | Jewgeni Trefilow (Trainer) | Helle Thomsen (Trainerin) |

## Team-Fair-Play
| Platz                                                           | Team        | Spiele |           |       |    | Punkte | Punkte |
| Platz                                                           | Team        | Spiele | pro Spiel | Summe |    |        |        |
| --------------------------------------------------------------- | ----------- | ------ | --------- | ----- | -- | ------ | ------ |
| 1.                                                              | Niederlande | 8      | 0         | 16    | 11 | 5,4    | 43     |
| 2.                                                              | Serbien     | 6      | 0         | 16    | 11 | 7,2    | 43     |
| 3.                                                              | Norwegen    | 7      | 1         | 18    | 10 | 7,3    | 51     |
| 3.                                                              | Schweden    | 6      | 1         | 16    | 14 | 7,3    | 51     |
| 5.                                                              | Deutschland | 6      | 0         | 18    | 10 | 7,7    | 46     |
| 6.                                                              | Rumänien    | 8      | 0         | 25    | 13 | 7,9    | 63     |
| 7.                                                              | Slowenien   | 3      | 0         | 10    | 8  | 9,3    | 28     |
| 8.                                                              | Frankreich  | 8      | 1         | 24    | 22 | 9,4    | 75     |
| 9.                                                              | Kroatien    | 3      | 0         | 12    | 5  | 9,7    | 29     |
| 9.                                                              | Polen       | 3      | 1         | 10    | 4  | 9,7    | 29     |
| 11.                                                             | Ungarn      | 6      | 0         | 23    | 14 | 10,0   | 60     |
| 12.                                                             | Montenegro  | 6      | 0         | 23    | 18 | 10,7   | 64     |
| 13.                                                             | Spanien     | 6      | 2         | 23    | 9  | 10,8   | 65     |
| 14.                                                             | Russland    | 8      | 2         | 32    | 19 | 11,6   | 93     |
| 14.                                                             | Tschechien  | 3      | 1         | 12    | 7  | 12,0   | 36     |
| 16.                                                             | Dänemark    | 6      | 2         | 34    | 16 | 15,7   | 94     |
| = 1 Punkt, = 2 Punkte, = 5 Punkte (gilt auch bei 3 × oder bei ) |             |        |           |       |    |        |        |
| Quelle: ehf-euro.com                                            |             |        |           |       |    |        |        |